# Qatarisk rial
Qatarisk rial eller Qatarisk Riyal (Qr - Qatari riyal) är den valuta som används i Qatar i Asien. Valutakoden är QAR. 1 Rial = 100 dirham.
Valutan infördes 1966. Den ersatte den tidigare gulfrupien och delades med Dubai fram till 1973 då Dubai ingick i Förenade arabemiraten.
Valutan har en fast växelkurs sedan juli 2001 till 0,27 US-dollar (USD), det vill säga 1 QAR = 0,27 USD och 1 USD = 3,64 QAR.

## Användning
Valutan ges ut av Qatar Central Bank – QCB. Denna grundades 18 september 1966, ombildades 1973 och har huvudkontoret i Doha.

## Valörer
- Mynt: inga Riyalmynt
- Underenhet: 1, 5, 10, 25 och 50 dirham
- Sedlar: 1, 5, 10, 50, 100 och 500 QAR